# Eastern States Union

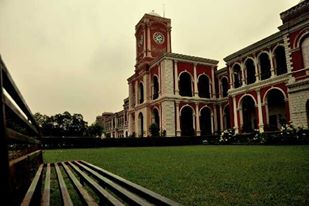
Das Rajkumar College Gebäude in Raipur, die Hauptstadt der „Eastern States Union“.

Die Eastern States Union entstand, nachdem das britische Parlament am 15. August 1947 die Unabhängigkeit Indiens und Pakistans beschlossen hatte, und die indischen Fürstenstaaten dadurch unabhängig geworden waren. Die Fürsten der Eastern States Agency schlossen sich am 1. August 1947 zum größten Teil zur Eastern States Union zusammen. Die beiden größten Staaten Bastar und Mayurbhanj blieben der Union fern. Am 1. Januar 1948 wurde die Union aufgelöst und die Fürstenstaaten in die Provinzen bzw. Staaten Orissa und Madhya Pradesh eingegliedert.
Zu Orissa kamen die Staaten Gangpur, Bonai, Bamra, Keonjhar, Rairakhol, Sonpur, Athmallik, Pal Lahara, Talcher, Patna, Boudh, Dhenkanal, Hindol, Daspalla, Narsinghpur, Barhamba, Athgarh, Tigiria, Nayagarh, Ranpur und Kalahandi sowie Kharsawan und Seraikela, die im Mai 1948 an Bihar kamen.
Zu Madhya Pradesh kamen die Staaten Chang Bhakar, Korea, Surguja, Jashpur, Udaipur, Raigarh, Sarangarh, Kawardha, Khairagarh, Nandgaon und Kanker. Die meisten dieser Gebiete gehören seit 2000 zum Bundesstaat Chhattisgarh.